# Zeta Arae
Zeta Arae (ζ Ara, ζ Arae) é uma estrela na constelação de Ara. É ocasionalmente chamada de Tseen Yin, junto com δ Arae. Tem uma magnitude aparente de 3,13, podendo ser vista facilmente a olho nu. Com base em medições de paralaxe, está localizada a uma distância de aproximadamente 490 anos-luz (149 parsecs) da Terra. Sua magnitude absoluta é de –3,95.
O espectro de Zeta Arae corresponde a uma classificação estelar de K3 III. A classe de luminosidade 'III' indica que é uma estrela gigante que já consumiu todo o hidrogênio de seu núcleo e saiu da sequência principal. Está irradiando energia de sua atmosfera externa a uma temperatura efetiva de 4 350 K, o que dá a ela uma coloração alaranjada típica de estrelas de classe K. Esta estrela apresenta excesso de radiação infravermelha que pode indicar matéria circunstelar.
Em chinês, 杵 (Guī), significando Tartaruga, refere-se a um asterismo consistindo de ζ Arae, ε1 Arae, γ Arae, δ Arae e η Arae. ζ Arae em si é conhecida como 龜五 (Guī wǔ, a Quinta Estrela da Tartaruga.)